# Famille de Witte (Bruxelles)
Pour les articles homonymes, voir De Witte (nom de famille).
La famille de Witte, dont il est ici question, est une famille de la bourgeoisie de Bruxelles, dont les membres furent orfèvres, tireurs d'or et d'argent et conseiller des Monnaies.

## Généalogie

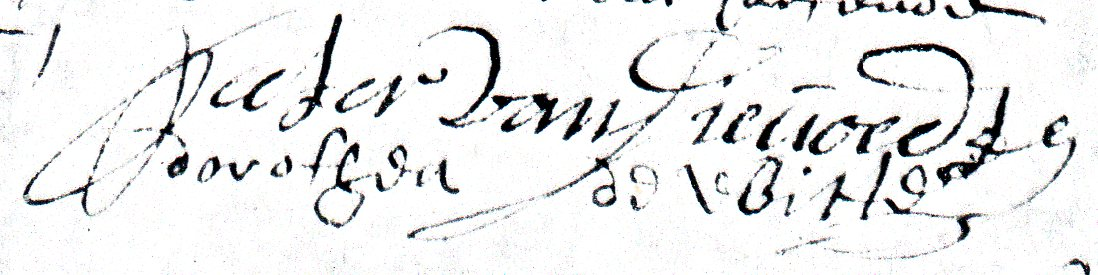
Signature du sculpteur Pierre Van Dievoet et de son épouse Dorothée de Witte, 17 juillet 1709.

I. Jean de Witte, demeura à Paris avec ses enfants, épousa N.**** (qui veuve se remaria avec Hendrick de Backer, tireur d’or et d’argent, né bourgeois d’Anvers) :
a ) Jean-Charles de Witte, le Vieux (den Oude), suit sub II.
b) Israël de Witte, reçu gratuitement le 28 février 1657 à la bourgeoisie de Bruxelles aussi longtemps qu'il exercera l'activité de tireur de fil d'or, maître tireur d’or et d’argent, maître de la Monnaie à Bruxelles, mort le 28 janvier 1695, il avait poursuivi l'exploitation de la manufacture de fils d’or et d’argent fondée par son beau père Hendrick de Backer dont il fut apprenti, il épousa en premières noces Christina de Winter, funérailles aux Récollets le 16 mars 1670, et en secondes noces Helena Snellincx. Il est le beau-frère de Pierre Symons, également tireur d'or et d'argent, reçu lui aussi gratuitement à la bourgeoisie de Bruxelles, déclarant qu'il pourrait employer cinquante à soixante ou même plus de personnes à son industrie.
II. Jean-Charles de Witte, le Vieux (den Oude), né à Anvers, marchand (coopman), reçu bourgeois de Bruxelles  le 23 février 1649, épousa Dorothée van Buyseghem dit Buys, issue des lignages Sweerts et Sleeus. Dont :
a) Jean-Charles de Witte (le Jeune), suit sous III.
b) Dorothée de Witte, épousa en premières noces Jacques vander Borcht, maître tireur d'or et d'argent, et en secondes noces en l'église de Saint-Jacques-sur-Caudenberg à Bruxelles, le 19 juin 1697 (tt. Pierre Grenus et François Thibaut), Pierre van Dievoet, sculpteur. Dorothée de Witte eut de son premier mariage avec Jacques van der Borcht :
aa) Jean-Charles Vander Borcht baptisé à Saint-Géry le 22 novembre 1668 (ss. Israël de Witte et Catherine le Rats), funérailles à Sainte-Gudule le 4 mai 1735 (mort des suites d'un coup de canne qu'il reçut d'un individu alors qu'il rentrait du Salut aux Capucins), maître tireur d'or et d'argent, conseiller et maître général des Monnaies, épousa à Notre-Dame de la Chapelle, le 17 octobre 1688, Catherine Baeyens, morte en 1707, fille de Jean-François Baeyens et Jeanne Huva.
bb) Anne van der Borcht (1670-1708), qui épousa le 7 juin 1696, Jean-Baptiste van Dievoet (1663-1751), frère du sculpteur Pierre van Dievoet, qui épousera un an plus tard le 19 juin 1697, Dorothée de Witte, belle-mère de son frère.
c) Magdalena de Witte, béguine.
III. Jean-Charles de Witte, le Jeune, orfèvre (zilversmid).